# Rai News 24
Rai News 24 е 24-часов новинарски канал на италианската обществена телевизия Rai. Започва излъчване на 26 април 1999 г. и е най-старият новинарски канал в Италия. Той се управлява от новинарския отдел на Rai (наричан Rai News).

## Директори
Директори на телевизията през годините:
- Роберто Морионе (1999 – 2006)[3]
- Корадино Минео (2006 – 2013)[4]
- Моника Маджони (2013 – 2016)[5]
- Антоний ди Бела (2016 – 2020)[6]
- Андреа Вианело (2020 – 2021)[7]
- Паоло Петрека (от 2021 г.)

## Логотипи
- Лого от 2006 до 2010 г.
- Лого от 2013 до 2022 г.
- Лого от 2022 г.